# Saint-Pierre-d'Arthéglise
Pour les articles homonymes, voir Saint-Pierre.
Ne doit pas être confondu avec Saint-Pierre-Église.
Saint-Pierre-d'Arthéglise est une commune française, située dans le département de la Manche en région Normandie, peuplée de 169 habitants.
Elle est, depuis 2005, le lieu de tournage de l'émission de télévision Silence, ça pousse !, diffusée sur France 5, dans la propriété que Stéphane Marie a héritée de son oncle.

## Géographie
La commune est à l'ouest de la péninsule du Cotentin. Son bourg est à 7,5 km au nord-est de Barneville-Carteret, à 9,5 km au sud-ouest de Bricquebec, à 15 km à l'ouest de Saint-Sauveur-le-Vicomte et à 19 km à l'est des Pieux.
Le territoire communal — en particulier son bourg — est sur la ligne de partage des eaux entre la Gerfleur et la Douve. La majeure partie septentrionale est dans le bassin de la Scye (affluent de la Douve) par deux de ses affluents : le ruisseau du Moulin Chuquet et le ruisseau du Renon, ce dernier faisant fonction de limite nord-est. Le sud-ouest est dans le bassin de la Gerfleur qui prend sa source à Hôtel Tellier, tandis qu'une petite partie sud-est est un versant qui alimente la Saudre, autre affluent de la Douve, qui nait sur le territoire de la commune de Saint-Maurice-en-Cotentin voisine.
Le point culminant (141 m) se situe à l'ouest, sur une pente qui culmine à 145 m aux éoliennes de la commune voisine de Sortosville-en-Beaumont. Le point le plus bas (29 m) correspond à la sortie du territoire du ruisseau du Renon, affluent de la Scye, au nord-est.
| Sortosville-en-Beaumont   | Sortosville-en-Beaumont   | Sortosville-en-Beaumont, Bricquebec-en-Cotentin |
| Sortosville-en-Beaumont   | Saint-Pierre-d'Arthéglise | Bricquebec-en-Cotentin                          |
| Saint-Maurice-en-Cotentin | Saint-Maurice-en-Cotentin | Bricquebec-en-Cotentin, Fierville-les-Mines     |

### Hydrographie
La commune est située dans le bassin Seine-Normandie. Elle est drainée par la Gerfleur, le ruisseau du Moulin Chuquet et le ruisseau du Renon,,.
La Gerfleur, d'une longueur de 10 km, prend sa source dans la commune  et se jette  dans le golfe de Saint-Malo à Barneville-Carteret, après avoir traversé quatre communes. 

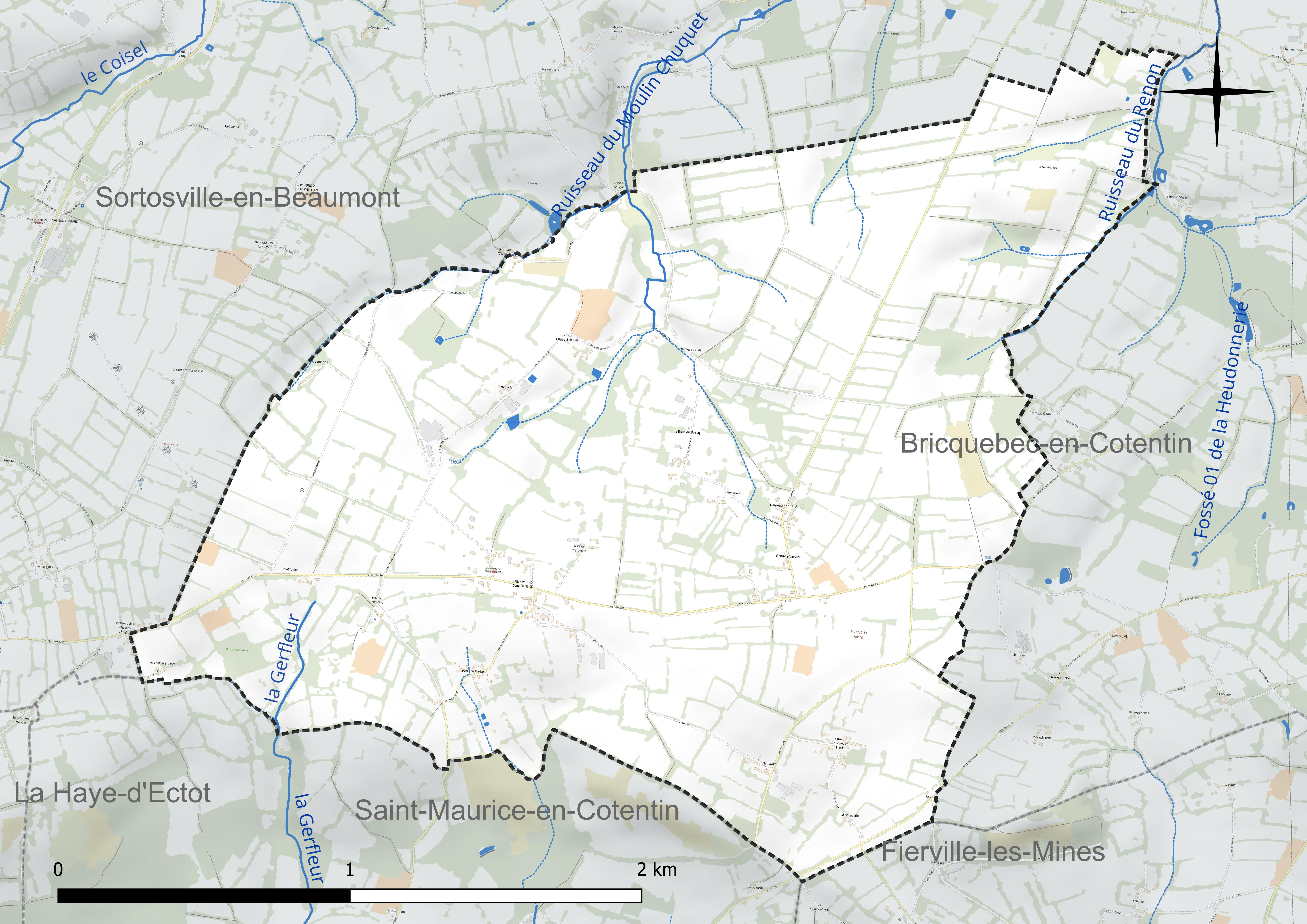
Réseau hydrographique de Saint-Pierre-d'Arthéglise.

### Climat
Pour des articles plus généraux, voir Climat de la Normandie et Climat de la Manche.
En 2010, le climat de la commune est de type climat océanique franc, selon une étude du CNRS s'appuyant sur une série de données couvrant la période 1971-2000. En 2020, Météo-France publie une typologie des climats de la France métropolitaine dans laquelle la commune est exposée à un climat océanique et est dans la région climatique  Normandie (Cotentin, Orne), caractérisée par une pluviométrie relativement élevée (850 mm/a) et un été frais (15,5 °C) et venté. Parallèlement le GIEC normand, un groupe régional d’experts sur le climat, différencie quant à lui, dans une étude de 2020, trois grands types de climats pour la région Normandie, nuancés à une échelle plus fine par les facteurs géographiques locaux. La commune est, selon ce zonage, exposée à un « climat maritime », correspondant au Cotentin et à l'ouest du département de la Manche, frais, humide et pluvieux, où les contrastes pluviométrique et thermique sont parfois très prononcés en quelques kilomètres quand le relief est marqué.
Pour la période 1971-2000, la température annuelle moyenne est de 10,8 °C, avec une amplitude thermique annuelle de 11,1 °C. Le cumul annuel moyen de précipitations est de 993 mm, avec 15,3 jours de précipitations en janvier et 8,6 jours en juillet. Pour la période 1991-2020, la température moyenne annuelle observée sur la station météorologique la plus proche, située sur la commune de Cherbourg-en-Cotentin à 25 km à vol d'oiseau, est de 12,1 °C et le cumul annuel moyen de précipitations est de 963,9 mm,. Pour l'avenir, les paramètres climatiques de la commune estimés pour 2050 selon différents scénarios d’émission de gaz à effet de serre sont consultables sur un site dédié publié par Météo-France en novembre 2022.

## Urbanisme

### Typologie
Au 1er janvier 2024, Saint-Pierre-d'Arthéglise est catégorisée commune rurale à habitat très dispersé, selon la nouvelle grille communale de densité à sept niveaux définie par l'Insee en 2022. Elle est située hors unité urbaine et hors attraction des villes,.

### Occupation des sols
L'occupation des sols de la commune, telle qu'elle ressort de la base de données européenne d’occupation biophysique des sols Corine Land Cover (CLC), est marquée par l'importance des territoires agricoles (99,8 % en 2018), une proportion identique à celle de 1990 (99,8 %). La répartition détaillée en 2018 est la suivante : prairies (43,3 %), terres arables (33,5 %), zones agricoles hétérogènes (23 %), forêts (0,2 %). L'évolution de l’occupation des sols de la commune et de ses infrastructures peut être observée sur les différentes représentations cartographiques du territoire : la carte de Cassini (XVIIIe siècle), la carte d'état-major (1820-1866) et les cartes ou photos aériennes de l'IGN pour la période actuelle (1950 à aujourd'hui).

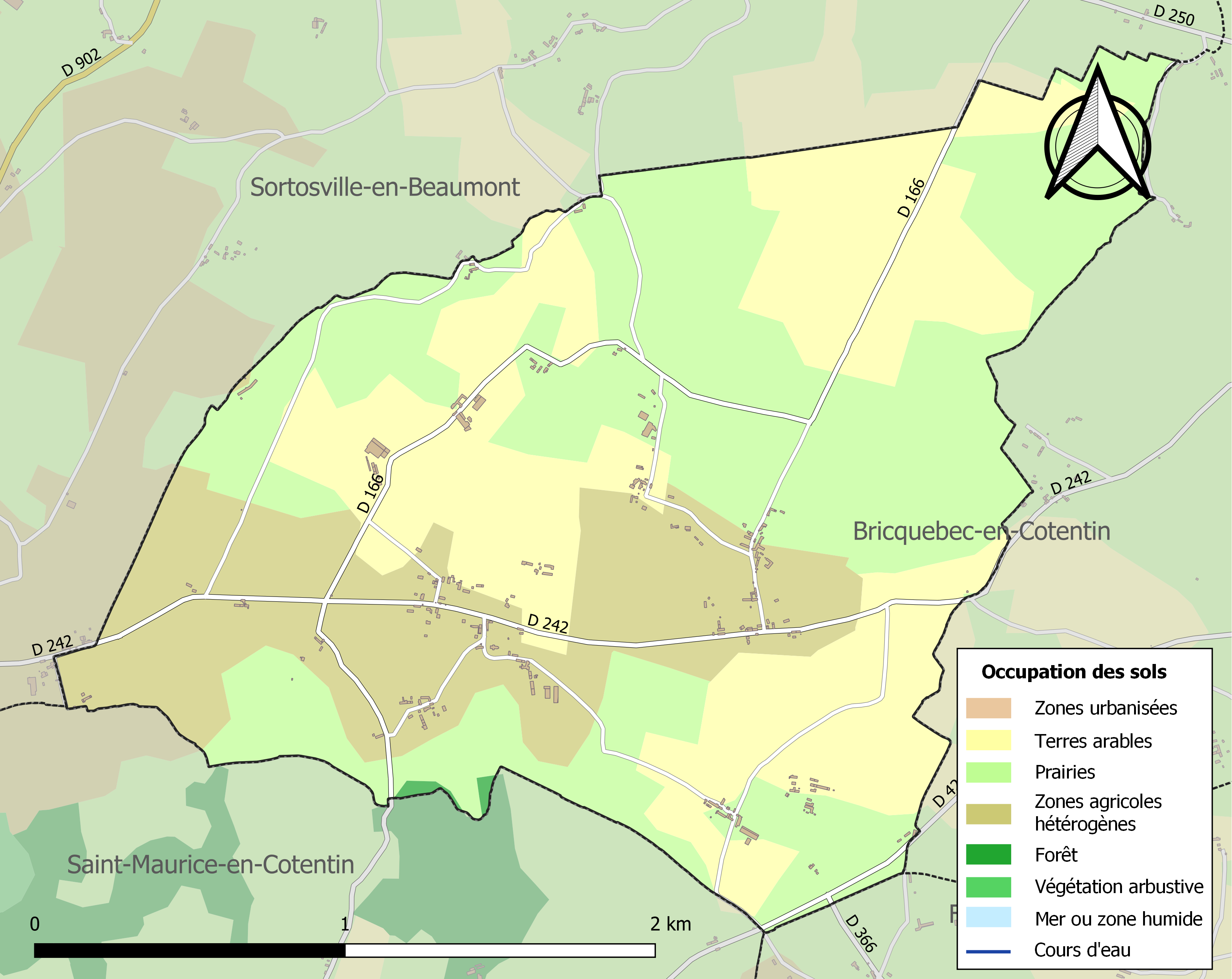
Carte des infrastructures et de l'occupation des sols de la commune en 2018 (CLC).

## Toponymie
Le nom de la localité est attesté sous la forme Sancti Petri de Archetiglise vers 1150 ; Sanctus Petrus de Archeti Ecclesia vers 1156 ; Sanctus Petrus de Arquetillise (sans date) ; Sancti Petri de Argetiglise vers 1280 ; Saint Pierre d'Arteglise en rivière en 1760,.
Le toponyme est un composé de l'hagiotoponyme Saint-Pierre et du lieu Arthéglise qui signifie « l’église d’Arnketill »,, c'est-à-dire « fondée ou construite par Arnketill ». Arnkætill / Arnketill (vieux danois Arnketil) est un nom de personne de type scandinave formé avec l'élément kætill / ketill qui signifie « chaudron », arn voulant dire « aigle ».
Ce type de formation toponymique : nom de personne scandinave + église ou (-glise, par aphérèse de /é/) se rencontre également dans l'Écluse (Manche, Saint-Martin-le-Gréard, Coleclesia vers 1000, c'est-à-dire *Coliglise / *Coléglise, sur nom de personne scandinave Koli) et Buglise (Seine-Maritime, Ecc. de Buiglise vers 1240, sur nom de personne scandinave Búi). Elle n'est donc pas atypique et isolée. Ces formations toponymiques romanes septentrionales sont de type précoce (vraisemblablement antérieures au XIe siècle). Elles sont parallèles aux toponymes germaniques occidentaux et scandinaves en -kirch(e), -kerk(e), -kirk, -kirkja « église » souvent précédés d'un nom de personne. En Normandie, la formation avec l'appellatif d'origine scandinave kirkja « église » est illustrée par Yvecrique (Seine-Maritime), il est précédé du nom de personne d'origine germanique Ivo > Yves.
L'évolution *Arnketill- > Archeti- (Argeti-) > *Artete- > Arte- est comparable en toponymie à celle observée pour d'autres anthroponymes comprenant l'élément ketill / kætill « chaudron » cf. Teurthéville-Hague (Manche, Torquetevilla XIIe siècle) ou Ancteville (Manche, Ansketevilla 1196, Anschetelvilla, sans date). Le digramme ch (ou trigramme sch) note parfois [k] (ou [sk]) (cf. aussi Ancourteville, Seine-Maritime, Anschetilvilla vers 1024 ou Turquetil d'Harcourt souvent noté Turchetel, Turchetil). En effet, le passage du groupe /ke/ à /te/ est une assimilation ([k] et [t] étant toutes deux des consonnes occlusives sourdes) suivi d'une haplologie.
À noter qu'un personnage du nom d'Archeter de Guéron (Bessin) est mentionné en 1066 - 1082 (Bates 91), peut-être ce nom représente-t-il Arnketil ( > *Archetel > Archeter). Cette formation toponymique archaïque ne peut pas être rattachée à un personnage connu tardivement, frère Archer, en relation avec le prieuré de la Taille à La Haye-d'Ectot. D'ailleurs, aucune forme ancienne du type *Arceri ecclesia, *Archeri ecclesia ne vient conforter le rapport avec ce toponyme. Archer est un patronyme et ne peut donc pas se retrouver dans un type de formation toponymique obsolète à l'époque des premiers noms de famille. En outre, phonétiquement on devrait avoir abouti à *Archeréglise ou *Archéglise.
Le gentilé est Saint-Pierrais.

## Histoire
Au Moyen Âge, une partie de la paroisse est la possession de la famille d'Anneville qui possédait également le fief du Breuil sur la paroisse de Notre-Dame-d'Allonne.
En 1761, Jean Marie Allix de Boullonmoranges, de son vrain nom, Chélébi Méhémet Ali, Turc converti et naturalisé, reçut la concession des terres incultes du domaine royal dans 370 paroisses dont celles de Saint-Pierre-d'Arthéglise, 270 ha de landes soit près de la moitié de la commune. Il s'ensuivit de multiples procès qui durèrent jusqu'en 1837.

## Politique et administration
| Période                                  | Période    | Identité          | Étiquette | Qualité  |
| ---------------------------------------- | ---------- | ----------------- | --------- | -------- |
| 1995                                     | mars 2001  | Alain Leblond     |           |          |
| mars 2001                                | avril 2014 | Roger Lechevalier | SE        | Retraité |
| avril 2014                               | mai 2020   | Michel Dubost     | SE        | Retraité |
| mai 2020                                 | En cours   | Sylvain Vivier    | SE        |          |
| Les données manquantes sont à compléter. |            |                   |           |          |

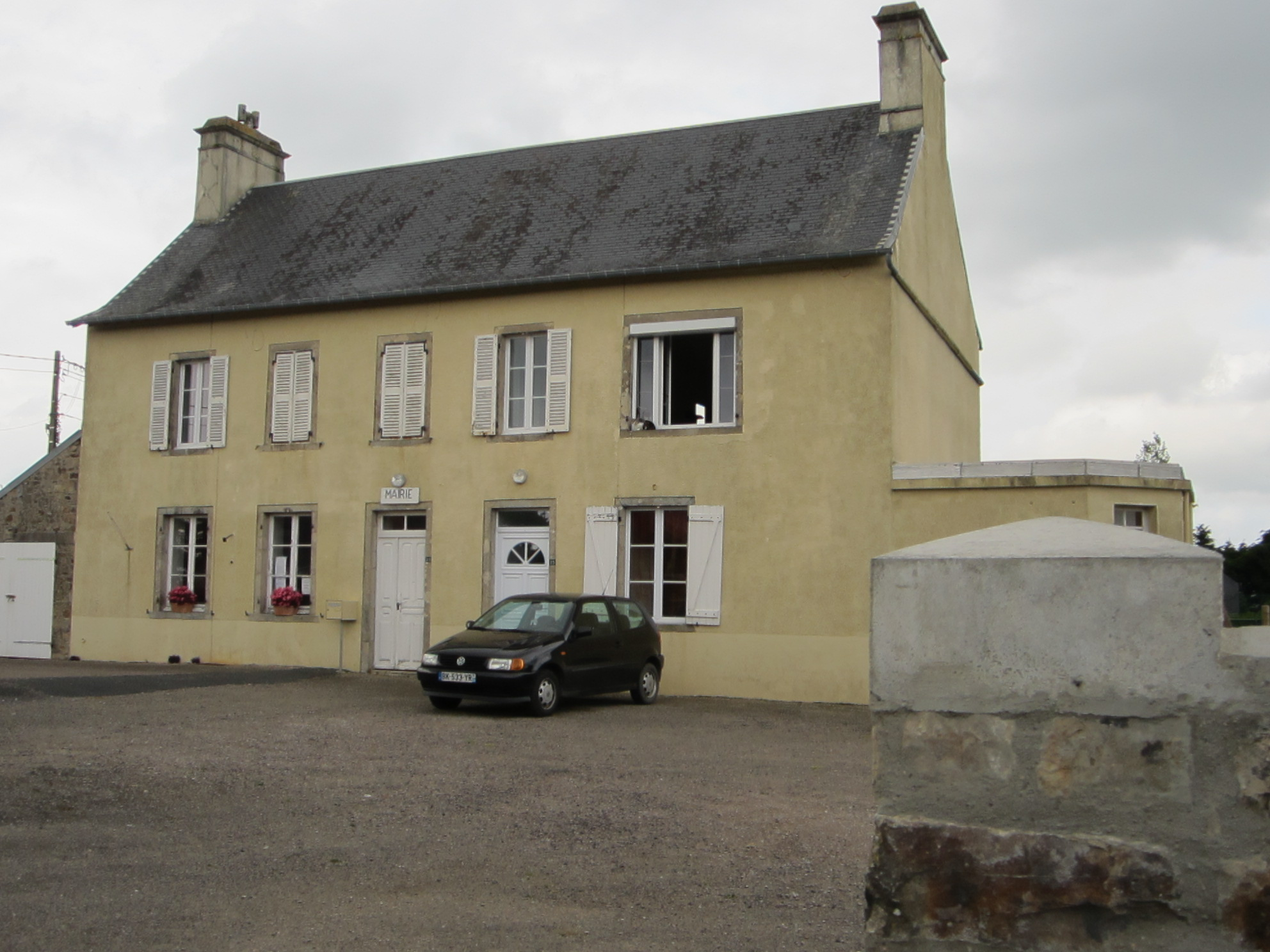
La mairie.

Le conseil municipal est composé de onze membres.

## Démographie
L'évolution du nombre d'habitants est connue à travers les recensements de la population effectués dans la commune depuis 1793. Pour les communes de moins de 10 000 habitants, une enquête de recensement portant sur toute la population est réalisée tous les cinq ans, les populations de référence des années intermédiaires étant quant à elles estimées par interpolation ou extrapolation. Pour la commune, le premier recensement exhaustif entrant dans le cadre du nouveau dispositif a été réalisé en 2004.
En 2022, la commune comptait 169 habitants, en évolution de +29,01 % par rapport à 2016 (Manche : −0,31 %, France hors Mayotte : +2,11 %).
Saint-Pierre-d'Arthéglise a compté jusqu'à 389 habitants en 1831.
| 1793 | 1800 | 1806 | 1821 | 1831 | 1836 | 1841 | 1846 | 1851 |
| ---- | ---- | ---- | ---- | ---- | ---- | ---- | ---- | ---- |
| 355  | 319  | 350  | 342  | 389  | 357  | 364  | 292  | 297  |

| 1856 | 1861 | 1866 | 1872 | 1876 | 1881 | 1886 | 1891 | 1896 |
| ---- | ---- | ---- | ---- | ---- | ---- | ---- | ---- | ---- |
| 274  | 277  | 246  | 247  | 247  | 243  | 252  | 271  | 278  |

| 1901 | 1906 | 1911 | 1921 | 1926 | 1931 | 1936 | 1946 | 1954 |
| ---- | ---- | ---- | ---- | ---- | ---- | ---- | ---- | ---- |
| 284  | 304  | 307  | 271  | 232  | 238  | 253  | 285  | 257  |

| 1962 | 1968 | 1975 | 1982 | 1990 | 1999 | 2004 | 2006 | 2009 |
| ---- | ---- | ---- | ---- | ---- | ---- | ---- | ---- | ---- |
| 240  | 232  | 191  | 163  | 142  | 128  | 151  | 152  | 150  |

| 2014 | 2019 | 2022 | - | - | - | - | - | - |
| ---- | ---- | ---- | - | - | - | - | - | - |
| 132  | 158  | 169  | - | - | - | - | - | - |

## Lieux et monuments

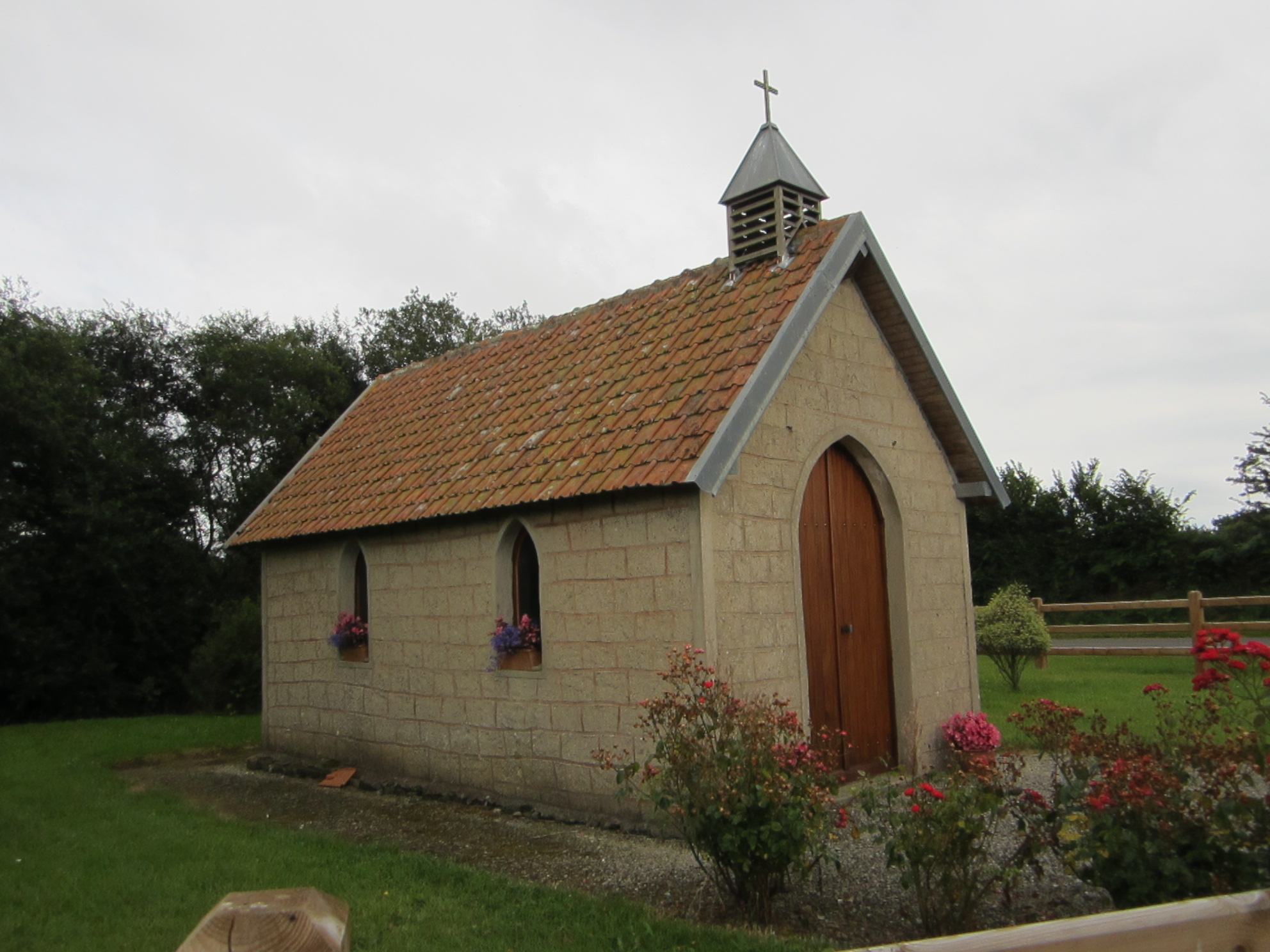
La chapelle Notre-Dame-de-Boulogne.

- Église Saint-Pierre des XIIe – XIVe siècles, remaniée au XIXe avec une grosse tour carrée. La chapelle au nord, sous le clocher, est dédiée à saint Ortaire, 2e patron de la paroisse.

L'édifice abrite un bas-relief du XIXe des ateliers de Nottingham La Flagellation du Christ classé au titre objet aux monuments historiques, ainsi que les groupes sculptés sainte Anne et la Trinité du XVIe, Vierge à l'Enfant du XVe, saint Ortaire du XIVe.
En 1153, le patronage de l'église fut donné à l'abbaye de Saint-Sauveur-le-Vicomte par Geoffroi de Sortosville, seigneur de Sortosville et Jean d'Anneville, seigneur du Breuil en Notre-Dame-d'Allonne.
- Presbytère du XVIIIe siècle.
- Croix de cimetière du XVIe au XVIIe siècle.
- Chapelle Notre-Dame-de-Boulogne fondée vers 1947 par le père Marie-Floscel Bihel (1912-1985), trappiste et curé de la paroisse de 1942 à 1949.
- Oratoire du XXe siècle.
- Fontaine Saint-Ortaire ou l'on invoque le saint pour les troubles de la marche.
- Lavoir des Fontaines.

## Activité et manifestations
La salle communale abrite la plupart des manifestations de déroulant à Saint-Pierre-d'Arthéglise, comme la fête de la Saint-Ortaire, saint patron de la commune. Organisée par le comité des fêtes, elle se déroule sur trois jours le week-end de l'Ascension.

## Personnalités liées à la commune
- Stéphane Marie (né en 1960 à Barneville-Carteret[1]), animateur de l'émission de télévision Silence, ça pousse !